# Ordine di San Giorgio (Hannover)

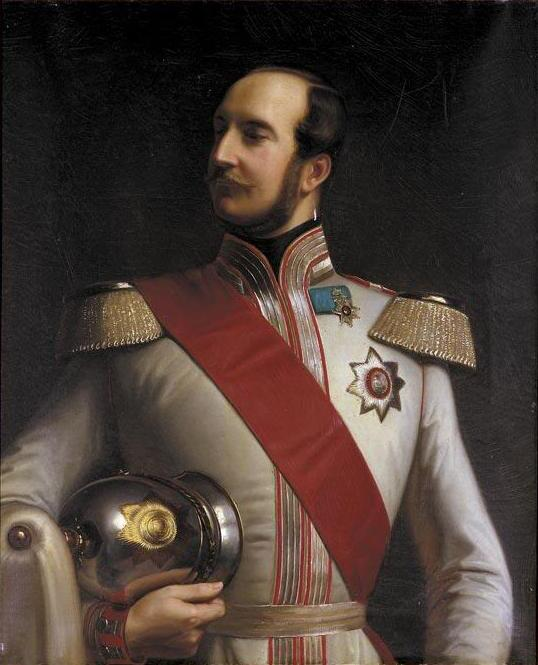
Giorgio V di Hannover in uniforme con la placca e la fascia dell'Ordine

L'Ordine di San Giorgio era un ordine della corona di Hannover che venne creato il 23 aprile 1839 per merito del Re Ernesto Augusto I come ordine fondamentale del Regno di Hannover.
L'ordine comprendeva una sola classe di cavalieri, il cui numero era limitato a 16. I principi della casa reale erano considerati cavalieri sovrannumerari e non venivano compresi nel computo dei 16.
La medaglia dell'ordine consisteva in una croce maltese d'oro smaltata di blu, rifinita con una sfera d'oro su ciascuna delle otto punte della croce, affiancata da leoni sugli angoli. Sopra tutto si trovava la corona reale di Hannover. Il medaglione centrale era smaltato di rosso e riportava sul diritto la figura di San Giorgio che uccide il drago contorniato dal motto dell'ordine Nunquam retrorsum. Sul retro, invece, si trovavano le iniziali del fondatore E.A.R. (Ernestus Augustus Rex), in lettere d'oro.
Il nastro dell'ordine era bordeaux.
Con l'annessione dell'Hannover alla Prussia nel 1866, l'onorificenza non venne più conferita, ma con decreto del 20 settembre di quello stesso anno fu concesso a chi ne avesse avuto diritto di continuare a portare l'onorificenza.